# Thomas Meuwissen

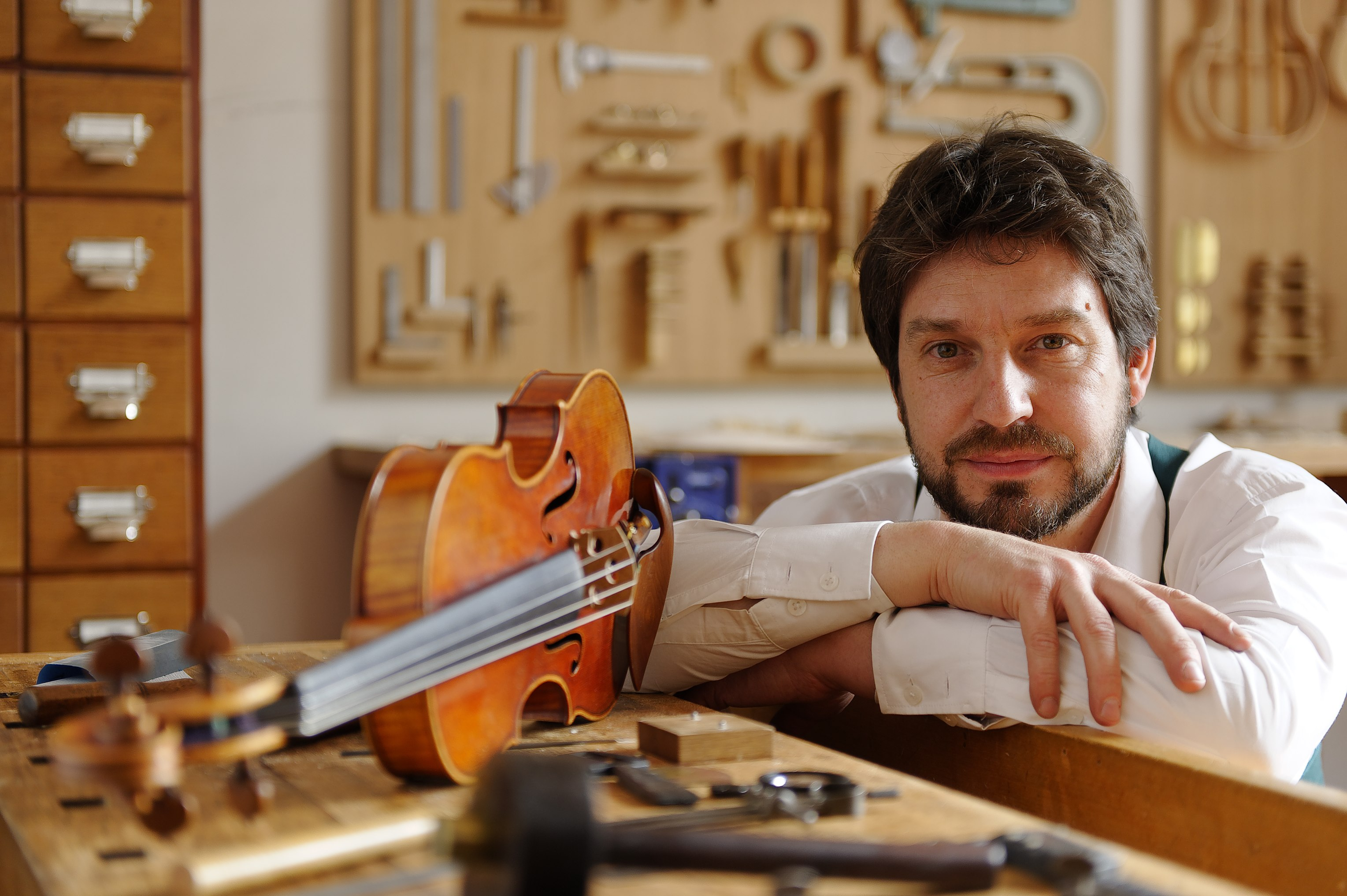
Thomas Meuwissen

Thomas Meuwissen (Leuven, 25 maart 1966) is een Belgisch vioolbouwer.
Meuwissen stamt uit een familie van ingenieurs, architecten, vorsers en ondernemers. Na een voorbereidende opleiding instrumentenbouw in eigen land studeerde hij vioolbouw aan de Britse Newark School of Violin Making en hij rondde zijn opleiding af in de ateliers van Přemysl Špidlen in Praag en Fréderique Chaudière in Montpellier. Na zijn burgerdienst in het Koninklijk Conservatorium Brussel volgde van 1993 tot 2006 zijn eerste residentie aan datzelfde conservatorium. Van 2015 tot 2017 had hij een open inkijk-atelier in het Muziekinstrumentenmuseum in Brussel. Nu is het atelier gevestigd in de Bortiergalerij in het historische centrum van Brussel.

## Biografie
Sinds 1987 legt Meuwissen zich toe op de bouw van instrumenten van het strijkkwartet: violen, altviolen en cello’s. Daarnaast specialiseert hij zich in gepersonaliseerde klankoptimalisatie van strijkinstrumenten.
Klanten van Meuwissen komen uit allerlei landen en instrumenten van Meuwissen worden bespeeld door solisten zoals Igor Oistrakh, Vadim Repin en Maria Kliegel.
Zijn werk werd op alle belangrijke internationale wedstrijden bekroond en is opgenomen in diverse verzamelingen, zoals Koninklijk Conservatorium Brussel (België), Music Chapel (België), het Conservatorium van Amsterdam (Nederland), The Beckett Collection (Verenigd Koninkrijk), het Muziekinstrumentenfonds (Nederland), Dextra Musica (Noorwegen) en de Hochschule für Musik: Felix Mendelssohn-Bartholdy (Duitsland).
Meuwissen  en werkte mee aan radio- en televisieprogramma's. Zo gaf hij ter gelegenheid van de Koningin Elisabethwedstrijd voor viool commentaar bij het aanwezige instrumentarium. Over zijn werk verschenen artikelen in de nationale en internationale (muziek)pers.
In mei 2015 werd Meuwissen vioolbouwer-in-residentie aan het Muziekinstrumentenmuseum te Brussel. Op de zevende verdieping van het artnouveaugebouw 'Old England' aan de Kunstberg, verrees zijn vioolbouwatelier. Hierin vervaardigde Meuwissen voor de ogen van het publiek een volledig strijkkwartet. 

## Prijzen
Thomas Meuwissen werd onder meer bekroond op volgende internationale vioolbouwwedstrijden:
- Concours de lutherie et d'archèterie de Paris (brons, 1999)
- Concorso Antonio Stradivarius, Cremona (Distinction, 2002)[1]
- British Violin Making Association Competition, Londen (honourable mention, 2004)
- Violin Society of America Competition (Certificate of Merit for workmanship, 2005)[2]
- Internationaler Geigenbauwettbewerb Mittenwald (zilver, 2005)
- Strad Cello and Bow Making Competition, Manchester (zilver, 2007)
- Violin Society of America Competition (Certificate of Tonal Merit, 2008)
- Sound test Amsterdam Cello Biënnale (Best Instrument Sound, 2008)
- Violin Society of America (Certificate of Tonal Merit and Workmanship, 2010)